# Marianówka (rejon łohojski)
Marianówka – dawny folwark. Tereny, na których był położony leżą obecnie na Białorusi, w obwodzie mińskim, w rejonie łohojskim, w sielsowiecie Krajsk.

## Historia
W czasach zaborów folwark w gminie Krajsk, w powiecie wilejskim, w guberni wileńskiej Imperium Rosyjskiego.
W 1921 folwark leżał w Polsce, w województwie wileńskim, w powiecie wilejskim, w gminie Olkowicze. Po wytyczeniu granicy folwark znalazł się w granicach Związku Radzieckiego.
Według Powszechnego Spisu Ludności z 1921 roku zamieszkiwało tu 9 osób, wszystkie były wyznania prawosławnego i zadeklarowały białoruską przynależność narodową. Był tu 1 budynek mieszkalny. 
Od czerwca 1941 roku pod okupacją niemiecką. W 1944 miejscowość została ponownie zajęta przez wojska sowieckie i włączona do Białoruskiej SRR.